# 王仙芝
王 仙芝（おう せんし、生年不詳 - 878年）は、中国の唐代末期の反乱指導者。唐朝に対して反乱を起こしたが、失敗して殺された。

## 略歴
濮州鄄城県で生まれる。若いときから私塩の密売に関っていた。874年（乾符元年）に数千人を集めて長垣で挙兵し、天補平均大将軍兼海内諸豪都統と号した。各地を陥落させ数万の軍勢に達し、塩の密売人仲間の黄巣も数千人を率いて参加。勢いにのって山東・河南一帯を荒らしまわったため、唐から懐柔策として官職を与えられることになった。これが伝えられると喜んで承諾したが、これを知って激怒した黄巣に殴られ叱咤されたため、あきらめた。
この後、黄巣の軍と分裂して各地で転戦した。再度、唐に官職を求めたこともあったが拒絶され、878年（乾符5年）に黄梅で唐軍に敗れ戦死した。